# 林联绶
林联绶，廣東新会人，明朝政治人物。同进士出身。
林联绶曾于天启年间接替陈应元任延平府知府一职，天启年间由项维聪接任。